# 裴秀珉
裵秀珉（韩语：／，2001年3月13日—）是韩国女歌手，於2020年以High Up娱乐旗下女团STAYC出道，擔任隊長以及副唱。2023年4月1日起，︀退任隊長。 

## 活动经历
- 曾是Plan A娛樂(現為IST娛樂)練習生，2016年，曾出演VICTON的團體綜藝《Me&7Men》，2016年，曾與 BTS 拍攝Puma 廣告。[10]2018年，曾出演許閣的《The Last Night》MV。[11][12] [13]

- 至2020年9月為止，練習期總共大約5年半，其中於High Up娛樂約兩年半，是練習期最長的成員。[14]

- 2020年11月12日，發行首張單曲專輯《Star To A Young Culture》，主打〈SO BAD〉，以女团STAYC成员出道，並且擔任隊長、副唱。[15]

- 2021年4月8日，發行第二張单曲專輯《STAYDOM》，以主打〈ASAP〉回归。
- 2021年9月6日，發行第一張迷你專輯《STEREOTYPE》，以主打〈색안경 (STEREOTYPE)〉回歸。
- 2022年2月21日，發行第二張迷你專輯《YOUNG-LUV.COM》，以主打〈RUN2U〉回歸。
- 2022年7月19，發行第三張單曲專輯《WE NEED LOVE》，以主打〈BEAUTIFUL MONSTER〉回歸。
- 2022年11月23日，發行首張日文單曲《POPPY》，以主打〈POPPY〉於日本出道。

## 外部連結
- STAYC的韓國官方網站 （页面存档备份，存于）